# El dia de demà
El dia de demà (títol original en anglès: The Day After Tomorrow) és una pel·lícula estatunidenca del 2004 dirigida i escrita per Roland Emmerich. Centrada en el gènere de la ciència-ficció, tracta, en clau apocalíptica, els efectes catastròfics tant de l'escalfament global com del seu possible refredament. Està doblada al català.

## Argument
La investigació d'en Jack Hall, un climatòleg nord-americà, indica que l'escalfament global podria provocar un canvi sobtat i catastròfic en el clima del planeta. Els extractes glacials que ha extret de l'Antàrtida revelen que un fenomen molt semblant va tenir lloc deu mil anys enrere. I ara, està avisant totes les autoritats governamentals que podria tornar a succeir si no s'actua amb prestesa per evitar-ho. Malauradament, el seu advertiment arriba massa tard.
Tot comença quan en Hall veu com es desprèn de la capa de gel de l'Antàrtida un tros de la grandària de Rhode Island. Després d'això, una sèrie de greus esdeveniments climatològics comencen a succeir al voltant de la Terra: calamarsa de la mida d'una taronja sacseja Tòquio, violents huracans colpegen Hawaii, una nevada cau a Nova Delhi, i finalment, una sèrie de tornados destrossen Los Angeles. La conclusió de Hall i el seu equip d'experts és esfereïdora. L'escalfament global ha dut el planeta més enllà dels seus extrems i l'ha col·locat a l'inici d'una nova edat de gel. Un canvi climatològic brusc que s'estendrà pel planeta en menys d'una setmana durant una gran tempesta global.
Mentre en Jack treballa a contrarellotge per evacuar la població, el seu fill de 17 anys, Sam (Jake Gyllenhaal), es troba atrapat a la ciutat de Nova York, que queda inundada sota l'acció d'un tsunami de diversos metres. A l'espera de rescat, Nova York és un dels primers llocs que viu la baixada de temperatures i, a poc a poc, l'aigua del mar es va glaçant formant una gran capa de gel. Els supervivents volen emigrar cap al sud, però Sam, gràcies al seu pare, sap que el clima s'ha de refredar encara més. Per això, recomana esperar l'arribada de la gran tempesta glacial a recer. Malauradament, no tothom li fa cas i només un petit grup de persones juntament amb ell i els seus amics decideixen refugiar-se a la Biblioteca Pública de la ciutat. Allà, els supervivents aprofitaran la gran xemeneia de la biblioteca i els seus llibres per escalfar-se i mantenir allunyat el fred.
La pel·lícula acaba amb el rencontre de Sam i el seu pare a Nova York i el posterior rescat amb helicòpter dels pocs supervivents. La imatge final que mostra la cinta és una ciutat enterrada sota el glaç i el gel i la vista d'un planeta transformat. Segons comenten els mateixos astronautes de l'estació Espacial Internacional, mai s'havia vist una Terra amb un cel tan clar i nítid.

## Repartiment
| Intèrpret       | Personatge           | Veu en català         |
| --------------- | -------------------- | --------------------- |
| Dennis Quaid    | Jack Hall            | Jordi Brau            |
| Jake Gyllenhaal | Sam Hall             | Hernan Fernández      |
| Emmy Rossum     | Laura Chapman        | Isabel Valls          |
| Arjay Smith     | Brian Parks          | Roger Isasi-Isasmendi |
| Dash Mihok      | Jason Evans          | Óscar Muñoz           |
| Jay O. Sanders  | Frank Harris         | Jordi Royo            |
| Sela Ward       | Dra. Lucy Hall       | Carme Alarcón         |
| Nestor Serrano  | Tom Gomez            | Joan Carles Gustems   |
| Austin Nichols  | J.D.                 | Carles Lladó          |
| Ian Holm        | Terry Rapson         | Joaquim Díaz          |
| Tamlyn Tomita   | Janet Tokada         | Alba Solà             |
| Kenneth Welsh   | Vicepresident Becker | Jaume Comas           |
| Perry King      | President Blake      | Salvador Vives        |

## Fonaments
La història de Roland Emmerich es va inspirar en el llibre The Coming Global Superstorm (de l'Acadèmia de Ciències de Nova York) dels periodistes i escriptors americans Art Bell i Whitley Strieber. A més, un dels assessors científics de l'equip cinematogràfic va ser el Dr. Michael Molitor, que precisament havia ajudat a redactar el protocol de Kioto.
Malgrat tot, encara que la pel·lícula descriu alguns dels efectes del canvi climàtic predits pels científics, com l'augment del nivell del mar, la interrupció dels corrents oceànics i l'increment de la força destructiva de les tempestes, és evident que la ficció va exagerar aquests esdeveniments i els va fer avançar més ràpidament del que es considera científicament possible.

## Crítica
En ser una cinta que té com a tema principal el clima, va provocar reaccions, no sols entre els crítics de cinema sinó també entre la comunitat científica. Així, l'ecologista i columnista de The Guardian, George Monbiot, va definir-la com una "gran pel·lícula, però una mala ciència". En una editorial de l'USA Today, Patrick J. Michaels, un investigador de ciències mediambientals de la Universitat de Virgínia, va confirmar que El dia de demà "sembla pura propaganda dirigida a influir en els discursos polítics".
El paleoclimatòleg Dan Schrag, de la Universitat Harvard, va mostrar tant suport com preocupació davant aquesta història. De fet, segons ell, "per un costat, és una gran alegria que per primer cop es produeixi una pel·lícula de gran pressupost que critiqui el canvi climàtic. Però, per l'altre costat, és inquietant que la gent vegi aquests impressionants efectes especials i pensi que tot és simple ficció.... S'està experimentant amb la Terra d'una manera que no s'havia fet en milions d'anys, però no es veurà una altra edat de gel, almenys no com aquesta".
Tot i així, la pel·lícula va tenir una gran rebuda en tots els cinemes del món, i arribà a ser una de les que més ingressos va aconseguir aquell any.

## Polèmica
Es va produir certa polèmica sobre l'elecció de Kenneth Welsh com a vicepresident dels Estats Units per la seva semblança amb el vicepresident d'aquell moment, Dick Cheney. Més tard, Emmerich va confirmar que, evidentment, havia escollit Welsh expressament amb l'objectiu de fer una crítica subtil de les polítiques mediambientals del president George Bush. La Casa Blanca no va fer cap comentari sobre el tema.
Respecte a les crítiques que Emmerich va rebre pel fet d'enterrar sota el mar la ciutat de Nova York just tres anys després dels atemptats del 2001, aquest va respondre que l'escena era necessària per a demostrar la unitat de la gent davant els desastres, precisament com en l'11-S.